# 鉄火味噌

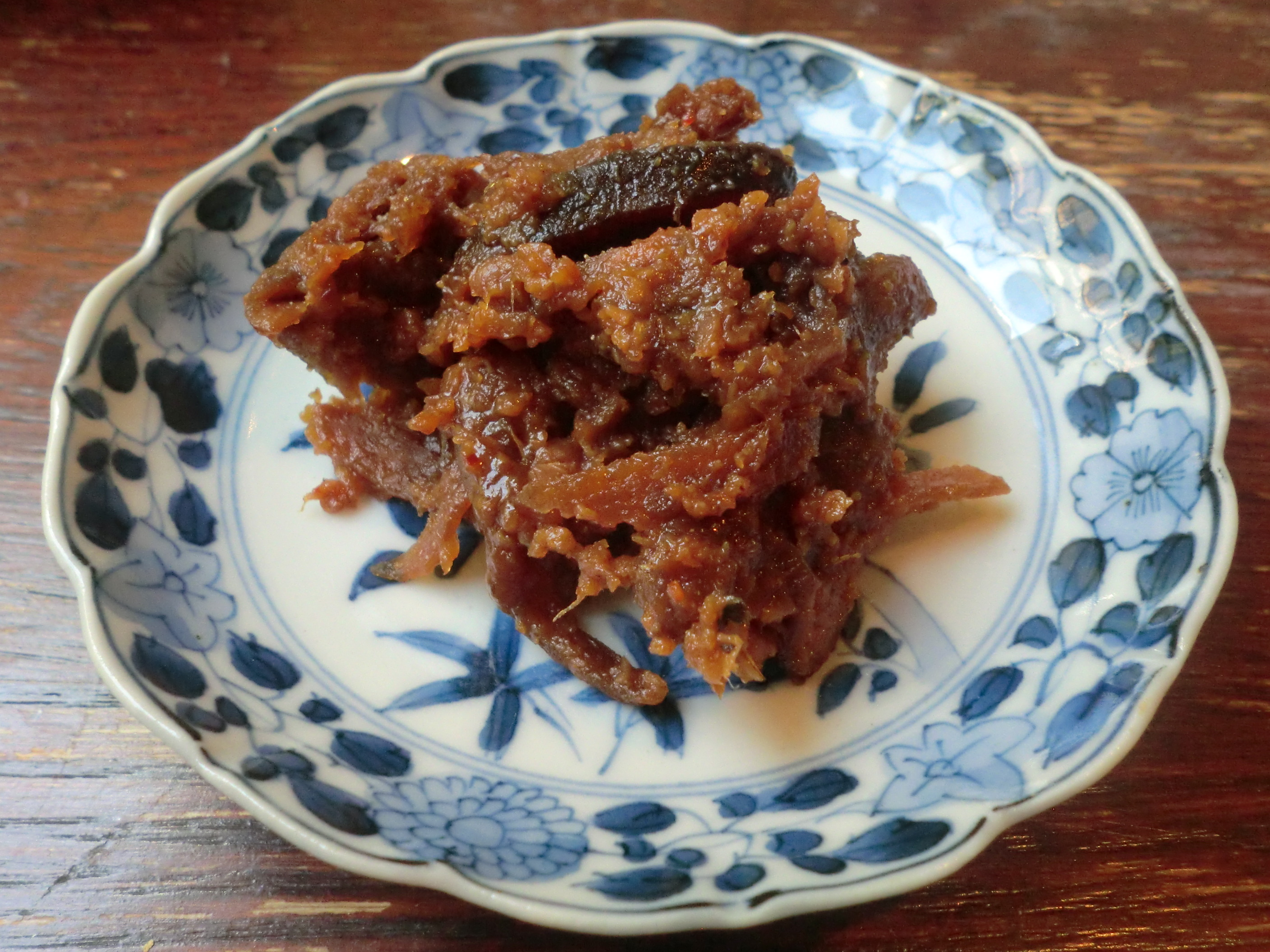
調理の一例（ペースト状のもの）

鉄火味噌（てっかみそ）とは、日本の料理。赤味噌に、野菜（主に根菜）、いり大豆、ささがきごぼうの油いため、砂糖・みりん・唐辛子などを加えて練った保存食である。名前は色が熱した鉄のように赤いことに由来する。
フライパンで細かく刻んだ根菜や大豆を油で炒め、そこに味噌を加えて練り上げて作る。形状はカラカラに乾燥したものもあれば、ペースト状のものもある。
栄養があり、体を温める食べ物だとされ、マクロビオティック等の食事療法に取り入れられたり、軍隊で重宝された。大日本帝国陸軍のレシピ集である『軍隊調理法』や大日本帝国海軍のレシピ集でも取り入れられていたという。